# Schmacht
Schmacht bezeichnet umgangssprachlich eine Form von Verlangen, die sich unter anderem in großem Hunger oder Durst, aber auch der Sehnsucht nach einer geliebten Person, einer Zigarette oder anderen psychotropen Substanzen äußern kann.
Das Wort kommt ursprünglich aus dem Mittelhochdeutschen von dem Wort "smaht" und wird hauptsächlich umgangssprachlich benutzt.